# Чкаловський (Соль-Ілецький міський округ)
Чка́ловський (рос. Чкаловский) — хутір у складі Соль-Ілецького міського округу Оренбурзької області, Росія.

## Населення
Населення — 44 особи (2010; 67 у 2002).
Національний склад (станом на 2002 рік):
- казахи — 64 %
- росіяни — 27 %